# Trolejbusy w Segedynie

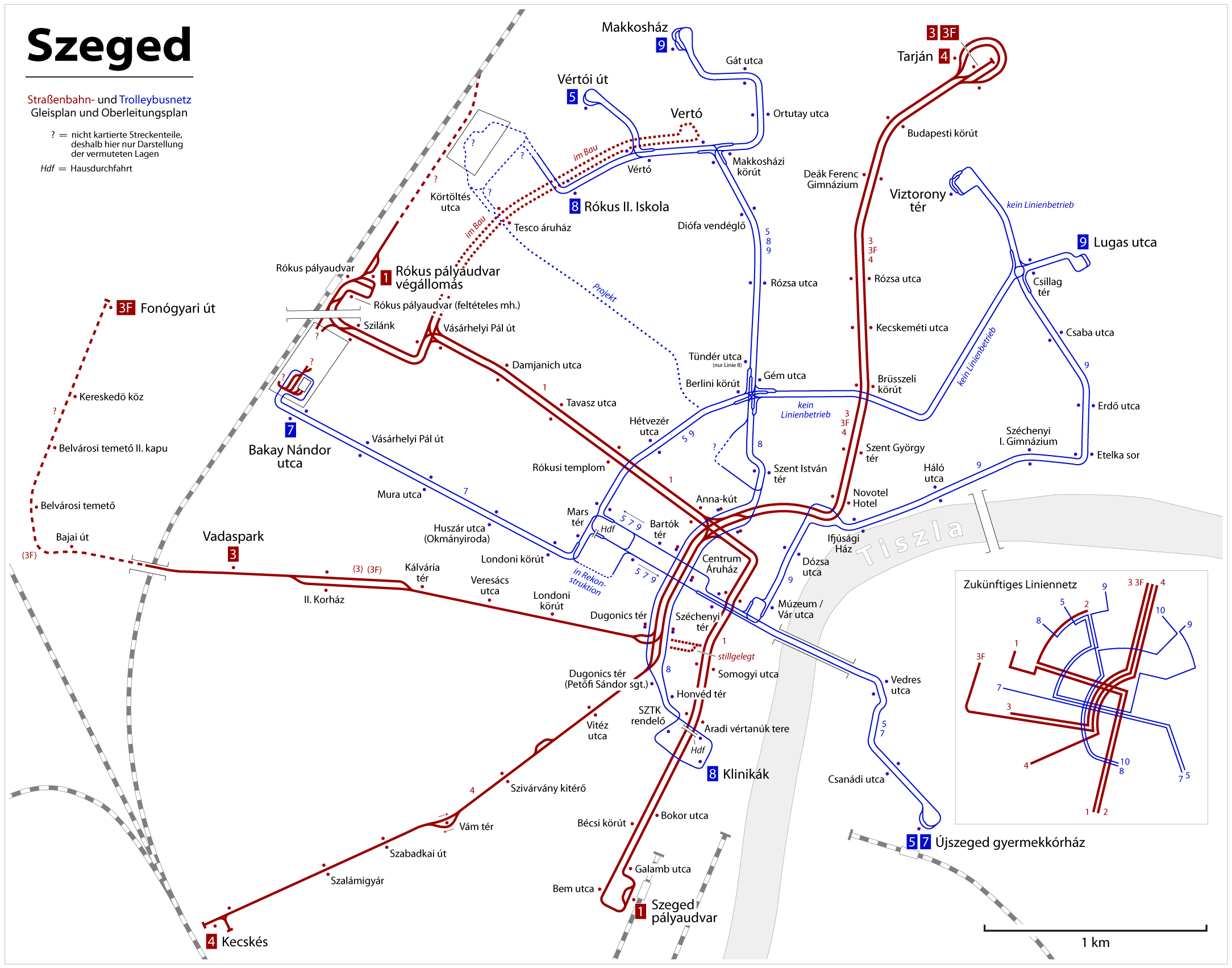
Schemat komunikacji trolejbusowej i tramwajowej w Segedynie

Trolejbusy w Segedynie − system komunikacji trolejbusowej w węgierskim mieście Segedyn.
Trolejbusy w Segedynie uruchomiono 1 maja 1979. 

## Linie
Obecnie w Segedynie istnieją 4 linie trolejbusowe:
| Numer linii | Trasa                                                      |
| ----------- | ---------------------------------------------------------- |
| 5           | ÚJSZEGED GYERMEKKORHÁZ - Széchenyi tér - VÉRTÓI ÚT         |
| 7           | ÚJSZEGED GYERMEKKÓRHÁZ - Széchenyi tér - BAKAY NÁNDOR UTCA |
| 8           | RÓKUS II. ISKOLA - Centrum Áruház - KLINIKÁK               |
| 9           | MAKKOSHÁZ - Széchenyi tér - LUGAS UTCA                     |

## Tabor
Obecnie w eksploatacji znajduje się 39 trolejbusów:
- Škoda 14Tr − 9 trolejbusów
- Škoda 15Tr − 19 trolejbusów
- Škoda 22Tr − 1 trolejbus
- ARC TR187 − 1 trolejbus
- Škoda 21Tr − 5 trolejbusów
- Volvo B7 Tr12 − 1 trolejbus
- Mercedes-Benz Citaro O530 Tr12 − 6 trolejbusów

Dodatkowo w mieście są trzy trolejbusy historyczne:
- Ikarus 280T − 2 trolejbusy
- ZiU-9 − 1 trolejbus